# Rui Pais de Valadares
Rui Pais de Valadares também conhecido como Rodrigo Pereira (1180 -?) foi um fidalgo do Reino de Portugal, fez parte do Concelho do rei D. Sancho I de Portugal, tendo sido mordomo-mor do mesmo rei. Foi Alcaide-mor do Castelo de Coimbra e da cidade de Coimbra que na altura era ainda a cidade capital do reino, sendo esta cidade a residência oficial do rei. 
É possível chegar a esta conclusão através de um epitáfio recolhido pelo Frei André de Resende, que se encontra numa sepultura da Igreja do Mosteiro de Santa Cruz, escrito em latim. A sua tradução informa: “Aqui jaz Dom Rodrigo, pai de Frei Gil de Santarém e Alcaide-Mor do Castelo e Cidade de Coimbra e de D. Maria Gil Feijó, segunda mulher de Dom Rui, senhora de origem ilustre e alegadamente dotada de notável prudência e exímias virtudes”.

## Relações familiares
Foi filho de Paio Soares de Valadares (1160 -?) e de Elvira Vasques de Soverosa (1190-?), filha de Vasco Fernandes de Soverosa e de Teresa Gonçalves de Sousa (1170 -?) . Casou por duas vezes, a primeira com Maria Pires de Azevedo (c. 1180 -?), filha de Pero Mendes de Azevedo (1150 -?) e de Velasquita Rodrigues de Trastamara (1160 -?)  de quem teve:
1. Lourenço Rodrigues de Valadares.
2. Elvira Rodrigues de Valadares, senhora de Fornelos (1255 -?) casou com Fernão Anes de Castro, senhor de Fornelos.
3. Luca Rodrigues de Valadares, foi abadessa no Mosteiro de Arouca.
4. Sancha Rodrigues de Valadares, freira.

O segundo casamento foi com Maria Gil Feijó (1210 -?), filha de Gil Pires Feijó (1200 -?) e de Inês Soares Coelho (c. 1200 -?), de quem teve:
1. Paio Rodrigues de Valadares casou com Aldonça Rodrigues de Telha, que fora barregã de D. Dinis I de Portugal.
2. João Rodrigues de Valadares (1300 -?) casou por duas vezes, a primeira com Teresa Lopes Marinho e a segunda com Maria Fernandes Pintalho.
3. Gil Rodrigues de Valadares (São Frei Gil) casou por duas vezes, a primeira com Maria Fernandes Churrichão, da linhagem de Fernão Gonçalves Churrichão, o Farroupim, e a segunda com Constança Pais de Sotomaior.